# Kvitnu
Kvitnu — украино-немецкий лейбл звукозаписи, основанный Дмитрием Федоренко в Киеве и базировавшийся в Берлине. Существовал с 2006 по 2020 год. Деятельность лейбла была направлена на распространение и популяризацию музыки в жанрах industrial, IDM, noise и dark ambient. За время существования лейбл успел выпустить более 70 релизов.

## История
Самая яркая сторона тёмного звука.— слоган лейбла.
Основан Дмитрием Федоренко (творческий псевдоним: Kotra) в 2006 году. В организации лейбла заметное участие также принимала артистка и дизайнер Катерина Заволока.
В 2011 году Kvitnu стал победителем в трёх номинациях премии Qwartz Electronic Music Awards в Париже: «Лучший лейбл», «Лучший артист» (Sturqen) и «Discovery» (Sturqen «Peste»). Артист v4w.енко также был номинирован в категории «Discovery» с работой «Harmonic Ratio».
В 2013 году ещё два релиза Kvitnu были номинированы на премию Qwartz Awards в Париже: «Filament» исполнителя Vitor Joaquim и «Termination Voice» исполнителя Dunaewsky69.
В период с 2006 по 2014 год Kvitnu организовывал международные фестивали «Kvitnu Fest» и «Детали звука», а также регулярные серии живых выступлений таких групп и артистов, как Scorn, Pan Sonic, Extrawelt, Алексей Борисов и многих других.
Последним релизом лейбла стал совместный альбом «Silence» исполнителей Kotra и Zavoloka, состоящий из 55 минут и 55 секунд тишины. Пластинка была выпущена тиражом всего в 100 экземпляров.

## Релизы
- 2006 — Kotra & Zavoloka «Wag the Swing»
- 2007 — Critikal «Graphorrhea»
- 2007 — Zavoloka «Viter»
- 2007 — Dunaewsky69 «Xquisite.Xcerpt.»
- 2008 — Kotra «Reset»
- 2008 — Various «High Blood Pressure»
- 2009 — Sturqen «Piranha»
- 2009 — v4w.enko «Harmonic Ratio»
- 2010 — Kotra «Renaissance»
- 2010 — V4w.enko «Cvxd+e»
- 2010 — Dunaewsky69 «Endless»
- 2010 — Sturqen «Peste»
- 2010 — Kotra «Revolt»
- 2011 — Sturqen «Praga»
- 2011 — Plaster «Platforms»
- 2011 — Vitor Joaquim «Filament»
- 2011 — Various «Myths&Masks of Karol Szymanowski Music by Ukrainian Sound Artists»
- 2011 — Sturqen «Colera»
- 2011 — Zavoloka «Vedana»
- 2011 — Plaster «Zyprex 500»
- 2011 — Zavoloka «Svitlo»
- 2012 — Kotra & Zavoloka & Dunaewsky69 «Kallista»
- 2012 — Sturqen vs Kotra «Luz»
- 2012 — Kaeba «Synthetic Ice Cream For Droids»
- 2012 — Matter «Solid State»
- 2012 — Dunaewsky69 «Termination Voice»
- 2013 — Binmatu «Crystylys»
- 2013 — Matter «Biorhexistasy»
- 2013 — Sturqen «Neophobia»
- 2013 — VNDL «Étoiles»
- 2014 — Asolaar «Interceptor»
- 2014 — Pan Sonic «Oksastus»
- 2014 — Zavoloka «Volya»
- 2014 — Malfinia Ensemblo «Varsovia»
- 2015 — Wieman plays Goem «Trenkel»
- 2015 — Isolat Pattern «Clinical Ambience»
- 2015 — Mauri «Sweep Generators»
- 2015 — Kotra «Rozviy»
- 2015 — Mingle «Static»
- 2015 — Ujif_notfound «[pre][code]»
- 2015 — Matter «Paroxysmal»
- 2015 — Plaster «Mainframe»
- 2016 — Garaliya «Ventricle Replicant»
- 2016 — Sturqen «Cura»
- 2016 — Redukt «Otho»
- 2016 — Isolat Pattern «post-romantic»
- 2016 — Stray Dogs «And The Days Began To Walk»
- 2016 — Ilpo Väisänen[англ.] «Syntetisaattori Musiikkia Kuopiosta»
- 2016 — Zavoloka «Transmutatsia»
- 2017 — Zavoloka «Syngonia»
- 2017 — Mingle «Ephemeral»
- 2017 — Kotra vs Edward Sol «Sokyra»
- 2017 — Exo_C «Laboyatta»
- 2017 — Kotra «Cicada»
- 2018 — Kotra «Freigeist»
- 2018 — Plaster «Transition»
- 2018 — Amantra vs Submerged «Lost Direction»
- 2018 — Zavoloka «Promeni»
- 2018 — Sturqen «Survivalismo»
- 2018 — Muslimgauze «Eleven Minarets»
- 2018 — Kotra & Zavoloka «XII»
- 2019 — Voin Oruwu «Etudes From A Starship»
- 2019 — Ujif_notfound «Process»
- 2019 — Zavoloka «Sobor»
- 2019 — Mingle «Coma»
- 2019 — Plaster «Recall»
- 2020 — Стасік «Колискова Для Ворога / Lullaby For The Enemy»
- 2020 — Kotra «Lement»
- 2020 — Muslimgauze «Salaam Alekum, Bastard»
- 2020 — Kotra «Namir»
- 2020 — Kotra & Zavoloka «Silence»

## Артисты
- Kotra
- Zavoloka
- Plaster
- Sturqen
- Pan Sonic
- Matter
- Ilpo Väisänen
- Mingle
- Edward Sol
- Exo_C
- Isolat Pattern
- Stray Dogs
- Garaliya
- Ujif_notfound
- Mauri
- Wieman / Goem
- Vitor Joaquim
- Malfinia Ensemblo
- Asolaar
- VNDL
- Binmatu
- Dunaewsky69
- v4w.enko
- Kaeba
- Critikal
- Amantra / Submerged
- Redukt
- Voin Oruwu
- Laetitia Morais
- Стасік